# Санта-Лузия (Ангра-ду-Эроишму)
Санта-Лузия (порт. Santa Luzia) — район (фрегезия) в Португалии, входит в округ Азорские острова. Расположен на острове Терсейра. Является составной частью муниципалитета Ангра-ду-Эроижму. Население составляет 3001 человек на 2001 год. Занимает площадь 1,20 км².
Покровителем района считается Святая Лусия (порт. Santa Luzia).